# George II van Saksen-Meiningen
George II (Meiningen, 2 april 1826 - Bad Wildungen, 25 juni 1914), bijgenaamd der Theaterherzog, was van 1866 tot 1914 hertog van Saksen-Meiningen. Hij was de zoon van hertog Bernhard II en Marie Frederike van Hessen-Kassel, dochter van Willem II van Hessen-Kassel. Hij was intelligent, had talent voor tekenen, een absoluut gehoor en was een groot muziekliefhebber. Bekend werd hij vooral als regisseur en begunstiger van het theaterwezen.
George huwde op 18 mei 1850 te Berlijn prinses Charlotte van Pruisen, kleindochter van enerzijds koning Frederik Willem III van Pruisen en anderzijds ook van koning Willem I der Nederlanden - een huwelijk uit liefde dat tevens de familiebanden goed deed. Zij schonk hem vier kinderen maar stierf reeds zes jaar later in het kraambed. Hij verliet hierop het land en bracht de jaren 1855-1858 door in het buitenland, vergezeld door verschillende kunstenaars. In 1858 hertrouwde hij met prinses Feodora van Hohenlohe-Langenburg.
George was de vader van:
- Bernhard III (1851-1928)
- George (1852-1855)
- Maria Elisabeth (1853-1923)
- Ernst (1859-1941)
- Frederik (1861-1914), gehuwd met Adelheid van Lippe-Biesterfeld (1870-1948)
- Victor (1865-1865).

Bernhard II had de machtsverhoudingen in de Oostenrijks-Pruisische Oorlog verkeerd ingeschat en moest in 1866 onder druk van Otto von Bismarck aftreden ten gunste van zijn zoon. George II maakte volop gebruik van zijn macht en bemoeide zich met name met de kerk- en schoolpolitiek, de gezondheidszorg en het kunstwezen. Hij was een liberaal en voerde een nieuwe kieswet, een uiterst progressieve basisschoolwet en liberale kerkelijke wetten in. Hij verzette zich met alle macht tegen de antisemitische sentimenten die in zijn land leefden.
George' hart lag echter bij het theater. Hij steunde het Hoftheater als dramaturg, regisseur en financier en maakte uitstekende opvoeringen van werken van Shakespeare, Schiller, Ibsen en Kleist mogelijk, waarvoor hij zelf kostuums, rekwisieten en decors ontwierp. Het Meiningse theater was onder George II onovertroffen wat betreft massascènes, licht en geluid. Na de dood van zijn vrouw Feodore huwde hij de actrice Ellen Franz (later bekend als barones Helene von Heldburg). Hij steunde tevens onbekende kunstenaars en had een toonaangevende verzameling Italiaanse renaissance-werken. In 1874 stelde Georg een eigen Orde van Verdienste voor Kunst en Wetenschap in.
George II wees de imperialistische politiek van keizer Wilhelm II af en was het met Bismarck eens dat het Keizerrijk zich geen oorlog kon veroorloven. De beste uitkomst van een eventuele oorlog was volgens hem het behouden van de status quo en er viel dus niets te winnen, want, zoals hij eens uitriep: "den besitzen wir schon heute!" ("die hebben we nu al"). Zijn ideaal was een bondgenootschap met Engeland en hij voorzag dat Europa in de nabije toekomst niet veel goeds te wachten stond. De naderende Eerste Wereldoorlog zou hij echter niet meer meemaken. Hij stierf op 25 juni 1914, drie dagen voor de moord op aartshertog Frans Ferdinand, 88 jaar oud. Hij werd opgevolgd door zijn zoon Bernhard III.